# Claus Spreckels

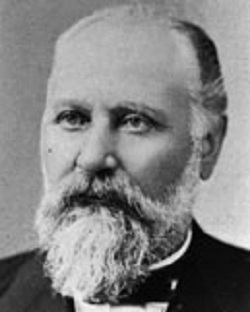
Claus Spreckels

Claus Spreckels, ursprünglich Adolph Claus J. Spreckels, (* 9. Juli 1828 in Lamstedt, Königreich Hannover; † 26. Dezember 1908 in San Francisco) war ein führender US-amerikanischer Zuckerfabrikant („Sugar King“ von Hawaii und Kalifornien) deutscher Abstammung, der in Hawaii und Kalifornien zu einem der erfolgreichsten deutschstämmigen Unternehmer aufstieg.

## Biografie

### Jugend und Familie
Spreckels war das älteste von sechs Kindern des Landwirtes John Diederich Spreckels (1802–1873) und seiner Frau Gesche Baak (1804–1875) aus Lamstedt bei Cuxhaven. In Lamstedt wuchs er auf und besuchte die Volksschule. Nach den Missernten der Jahre 1845 und 1846 erreichte die ihnen nachfolgende Teuerungs- und Hungerkrise im Jahr 1847 ihren Höhepunkt; Spreckels wanderte 1848 als 19-Jähriger in die USA aus. 1852 heiratete er dort seine Jugendfreundin Anna Christina Mangels (1830–1910), die mit ihrem Bruder um 1849 auch nach New York City ausgewandert war und als Hausmädchen arbeitete. Beide hatten 13 Kinder, davon erreichten fünf das Erwachsenenalter: John Diedrich (1853–1926), Reeder, Zuckerfabrikant, Zeitungsbesitzer und dann führender Investor in San Diego; Adolph Bernard (1857–1924), Finanzier sowie Ölindustrieller; Claus August (1858–1946), unabhängiger Zuckerfabrikant in New York; Rudolph (1872–1958), führender Banker und Repräsentant des „Progessivism“ in Kalifornien sowie die Tochter Emma C. Watson Ferris Hutton, geb. Spreckels, die wegen ihrer ersten Heirat im heftigen Streit mit ihrem Vater lag und deshalb von 1898 bis 1904 in London lebte.

### Beginn der Unternehmerkarriere
Spreckels siedelte sich zunächst in Charleston (South Carolina) an und übernahm nach einer Tätigkeit als Angestellter ein Lebensmittelgeschäft, das er bis 1855 führte. Da er verbotenerweise auch an Schwarze verkaufte, musste er 1855 nach New York umsiedeln. Er übernahm ein Groß- und Einzelhandelsgeschäft in Manhattan, das er gemeinsam mit seinem Schwager Claus Mangels leitete.
1856 verkaufte er sein Geschäft in New York, die Familie zog nach San Francisco um und er erwarb dort einen Lebensmittelhandel, den er 1857 für 50.000 Dollar verkaufte. Hier gründete er 1857 zusammen mit seinem Bruder Peter Spreckels und seinem Schwager Claus Mangels eine Brauerei, die Albany Brewery. Auf dem regionalen Markt war diese Brauerei bald für mehrere Jahre Marktführer. Er verkaufte seine Anteile 1863 für 75.000 Dollar.

### Aufstieg zum Zuckerkönig
Spreckels kaufte mit diesem Geld Ländereien in Kalifornien und Hawaii und baute Zuckerrüben und Zuckerrohr an. Bei einem Deutschlandaufenthalt untersuchte er den Anbau von Zuckerrüben und vertiefte seine Kenntnisse in der Zuckerraffination, wahrscheinlich bei Jacob Hennige & Co in Magdeburg.
Er stieg am Ende der 1860er Jahre in das profitable Zuckergeschäft ein und konnte große Gewinne erzielen. Er kaufte Maschinen von einer bankrotten US-Raffinerie und brachte sie nach San Francisco. 1867 entstand seine erste Zuckerraffinerie in San Francisco an der 8. Straße, Ecke Brannan Street, die er weiter ausbaute und mit von ihm entwickelten Maschinen betrieb. 1881 entwickelte er die modernsten Anlagen in Amerika, darunter eine Zucker-Zentrifuge, die die Zuckererzeugung erheblich beschleunigte. Zu seinen Innovationen gehörte auch die Einführung des Würfelzuckers in den USA; zuvor musste die gewünschte Zuckermenge meist von groben Zuckerblöcken abgeschlagen werden.
Im unabhängigen Königreich Hawaiʻi dominierte und kontrollierte er um 1876 bald den gesamten Zuckerhandel. Er baute Zuckerrohr an, kaufte auf der Insel Maui 40.000 Hektar Land und errichtete ein Bewässerungssystem. Durch Bestechung erweiterte er seine wirtschaftliche Macht zum Monopol. In Honolulu baute er sich einen Palast. Er pflegte regelmäßige Kontakte mit dem König Kalākaua. Das Zuckerrohr wurde in seinen vier Fabriken in und um San Francisco verarbeitet. In den späten 1870er Jahren war seine Produktionskapazität für seinen ersten Standort zu klein und er baute am Potrero Point in San Francisco sein Unternehmen erheblich aus. Die Firma hieß nun California Sugar Refinery.
Von Mai bis Oktober 1887 besuchte Spreckels Österreich, Frankreich, Belgien und Deutschland, um die Methoden der Kultivierung von Zuckerrüben zu studieren. Danach wechselte er zur Produktion mit Rübenzucker. Schon in den 1880er Jahren hatte er landwirtschaftliche Versuche mit Rübensamen finanziert. Es entstand die Western Beet Sugar Company im Pajaro Valley in Watsonville, im Santa Cruz County südlich von San Francisco. Dazu importierte er Maschinen und Rübensamen aus Deutschland, und deutsche Einwanderer bildeten die dortigen Farmer aus. Eine ihm nahestehende Eisenbahngesellschaft und seine Schifffahrtsgesellschaft transportierten zudem die Rüben zu seinen Fabriken in San Francisco.

### Kampf um das Monopol
Spreckels verhandelte um 1888 mit den Behörden von Baltimore, New York und Philadelphia und investierte über vier Millionen Dollar zum Bau der weltweit größten Raffinerie in Philadelphia, die 1889 die Produktion aufnahm und ihre Kapazität bald verdoppelte. In seinem Bestreben für die Produktion von preiswertem Zucker gewann er an Popularität. Die US-Regierung unter Präsident William McKinley erhöhte 1890 den Einfuhrzoll für Zucker zum Schutz der heimischen Produzenten.
Bis etwa 1893 konnte Spreckels seine führende Stellung in Hawaii durch Bestechungen, Korruption und Härte behaupten. Im Laufe der 1890er Jahre verlor er dann aber seine Monopolstellung in Hawaii und die Kontrolle über den dortigen Rohzuckermarkt. Die Farmer gründeten eigene Kooperativen und Zuckerraffinerien in Kalifornien und Hawaii. Mit der California and Hawaiian Sugar Company (C&H), die 1906 in Crockett in Südkalifornien gegründet wurde, war Spreckels Vormachtstellung im Zuckermarkt gebrochen.
1887 bildete sich ein Sugar Trust, vertreten durch die American Sugar Company of the East Coast, die in dritter Generation vom deutsch-amerikanischen Unternehmer Henry O. Havemeyer angeführt wurde. Spreckels lehnte eine angebotene Beteiligung am Sugar Trust ab. Ein heftiger Konkurrenzkampf begann. Agenten des Sugar Trust zerstörten Maschinen in Spreckels Fabriken. Erst im März 1891 endete der „Zuckerkrieg“. Der Sugar Trust Kalifornien musste schließen. Nun war Spreckels Zuckerkönig des Westens. Der Sugar Trust der amerikanischen Ostküste kaufte 1892 seine Raffinerie in Philadelphia für rund 7 Mio. Dollar.
Ab 1896 errichtete Spreckels für 2,5 Mio. Dollar die weltgrößte Rübenzuckerraffinerie im Salinas Valley in Kalifornien. Zudem kaufte er weitere 6000 Hektar Ackerland. 1919 hatte sein Unternehmen 66.000 Hektar Land im Besitz oder unter Pacht. Investiert wurde zudem in ein Netz von Straßen und Eisenbahnlinien sowie in die Wasserversorgung (Brunnen, Pumpstationen, Bewässerungskanäle und Rohrleitungen) der neuen Unternehmensstadt.
Die Western Sugar Refinery bestand bis 1951.

### Unternehmer in anderen Bereichen
Zeitungen
Während seiner Hawaiizeiten war Spreckels beteiligt am  Pacific Commercial Advertiser, bekannt als Tageszeitung The Honolulu Advertiser, die er finanziell kontrollierte. 1888 verkaufte er seine Verlagsanteile an die Hawaiian Gazette Company.
Reedereien
Er finanzierte 1879 die Reederei JD Spreckels & Bros. für sein Hawaiigeschäft, die 1881 integriert wurde in die Oceanic Steamship Company. Das Segelschiff Claus Spreckels fuhr 1879 in Rekordfahrt von Honolulu nach San Francisco in weniger als zehn Tagen. Mit einem Dampfkessel ausgerüstet fuhr die Claus Spreckels diese Strecke 1883 in nur sechs Tagen. 1885 wurde der Dampferservice nach Neuseeland und Australien erweitert. Spreckels unterstützte auch den Reeder William Matson und war beteiligt an der Matson Navigation Company.
Eisenbahnlinien
Auf der Insel Maui entwickelte sich ein Schmalspureisenbahnnetz.
Seit 1890 bestand die Pajaro Valley Railroad Company. Er ließ eine 42 Meilen lange Bahnlinie von Spreckels bei Salinas (Kalifornien) nach Watsonville in Kalifornien für seine Zuckerfabriken bauen. Spreckels brach das Monopol der Southern Pacific Railway. 1897 wurde die Lücke von San Francisco zur San Joaquin Valley Railroad geschlossen. Spreckels kaufte die San Francisco and San Joaquin Valley Railway und war zudem Präsident der Gesellschaft von 1895 bis 1901, bis diese dann an die Santa Fe Railway verkauft wurde. Er beteiligte sich auch an einer Eisenbahnlinie in Sacramento.
Immobilien
In den 1880er und frühen 1890er Jahren kaufte und bebaute er mehrere Grundstücke mit Bürobauten in San Francisco. Um 1895/97 entstand in San Francisco als erster Wolkenkratzer und damals höchstes Gebäude westlich von Chicago das Spreckels Building bzw. der heutige Central Tower. Spreckels besaß schließlich Immobilien im Werte von über 11 Mio. Dollar in San Francisco und San Diego. Er gründete zudem ein unabhängiges Energieversorgungsunternehmen, die Light and Power Company in San Francisco.

### Persönliches
Auf einer Liste der reichsten US-Amerikaner aller Zeiten wurde er auf der Position Nr. 40 geführt (Nr. 10 gemäß anderer Quellen).
Spreckels war trotz seiner beruflichen Belastungen ein Familienmensch mit geselligem Charakter. Die evangelisch-lutherische Spreckels-Familie war eine „Institution“ in Kalifornien und darüber hinaus, eine Familie aus sehr unterschiedlichen Charakteren, die häufig untereinander im Streit lagen.
Spreckels war Mitglied der renommiertesten Vereine in San Francisco, wie des Pacific Union Club, des Union League Club, des Merchant's Club und der San Francisco Art Association. Er unterstützte andere Vereine in San Francisco, so auch den Verein der Deutschen Bürger von 1853, den Verein Arion und den American Club der Pazifikküste. Er spendete große Summen für viele öffentliche und gemeinnützige Organisationen in Kalifornien.
Spreckels hielt Kontakt zu seiner Heimatregion in Deutschland. Bremen war sein häufigstes Ziel. Er reiste mehr als zwei Dutzend Mal nach Deutschland, zuletzt im Mai 1908. Er lebte von 1869 bis 1871 für 18 Monate in Deutschland, um seine angeschlagene Gesundheit wiederherzustellen.
Er starb 1908, im Alter von 80 Jahren, nach zwei Schlaganfällen an einer Lungenentzündung.

## Ehrungen
- Der Ort Spreckels in Kalifornien erhielt seinen Namen.
- Der Ort Spreckelsville auf Maui in Hawaii erhielt seinen Namen.
- Die große Spreckels-Orgel, der Spreckels-Organ-Pavilion und das Spreckels Theater Building im Balboa Park in San Diego, wurde nach dem Spender, seinem Sohn John Diedrich (John. D.), benannt.
- Der Central Tower in San Francisco wird auch Spreckels Building genannt nach Claus und John D. Spreckels.
- Der Spreckels Lake beim Golden Gate Park in San Francisco trägt den Namen der Familie.
- Die Claus-Spreckels-Straße in Lamstedt wurde nach ihm benannt.